# Lug (Lipljan)
Pour les articles homonymes, voir Lug.
Llugë en albanais et Lug en serbe latin (en serbe cyrillique : Луг) est une localité du Kosovo située dans la commune/municipalité de Lipjan/Lipljan, district de Pristina (Kosovo) ou district de Kosovo (Serbie). Selon le recensement kosovar de 2011, elle compte 327 habitants, tous albanais.

## Démographie

### Évolution historique de la population dans la localité
| 1948 | 1953 | 1961 | 1971 | 1981 | 1991 | 2011 |
| ---- | ---- | ---- | ---- | ---- | ---- | ---- |
| 102  | 82   | 132  | 165  | 213  | 283  | 327  |

|  |